# Де Вита, Тони
Тони Де Вита (итал. Tony De Vita; 10 февраля 1932, Милан — 14 января 1998, Оспедалетти, Лигурия) — итальянский композитор, дирижер, аранжировщик и пианист.

## Биография
Родился в Милане, там же окончил Консерваторию имени Джузеппе Верди. Он начал свою карьеру как пианист, аккомпанируя таким артистам, как Джонни Дорелли и Бетти Кертис. В 1963 году он дебютировал на телевидении в качестве дирижера в варьете «La fiera dei sogni», и с тех пор он появился в десятках популярных шоу, включая «Senza Rete», «Fantastico» и «Domenica in».
Де Вита сочинил более пятисот песен и музыкальных партитур. Он наиболее известен своим длительным сотрудничеством с певицей Миной. Среди его самых известных композиций — песня «Piano», английский вариант которой позже была записана Мэттом Монро (1962), Дорис Дэй (1963) и Фрэнком Синатрой (1964) и другими.